# Anèmia aplàstica
L'anèmia aplàstica ve del terme a‑/an‑ ἀ‑/ἀν = grec.‘no' + plas‑ πλάσσω = grec. ‘moldejar' [modern. ‑plàstica ‘formació cel·lular']; i és el desenvolupament incomplet o defectuós de les línies cel·lulars de la medul·la òssia i, per tant, no hi ha una reposició de les cèl·lules. Aquesta anèmia afecta els tres tipus de cèl·lules sanguines (hematies, leucòcits i plaquetes).

## Causes
L'anèmia aplàstica està originada per una destrucció de les cèl·lules mare pluripotents que es pot donar per causes congènites o adquirides.

### Anèmia aplàstica congènita
Quan és congènita ve acompanyada de la malaltia de Fanconi que és autosòmica recessiva amb pancitopènia. I els símptomes són: taques a la pell, alteracions renals, malformacions als ossos,infeccions freqüentes. Pot avançat com una leucèmia aguda.

### Anèmia aplàstica adquirida
Acostuma a ser per causes desconegudes, però també es pot donar per radiacions ionitzants, per desviació del benzè, per medicació (cloramfenicol, sulfamides, fenilbutazona, etc.), infecció pel virus de l'hepatitis generalment el B o per un problema autoimmunitari.

## Tractament
Cal suspendre qualsevol possible agent etiològic o causal. Les transfusions també ajuden a millorar l'estat del pacient, però el tractament més adient és el trasplantament de la medul·la òssia.

## Supervivència
La supervivència és del 80 per cent en la gent jove i del 40 al 70 per cent en la gent gran. Sense tractament és una malaltia letal.

## Dades de laboratori
En la sang perifèrica dels pacients d'anèmia aplàstica s'observa normocromia (coloració normal de les cèl·lules) i normocitosi (mida normal de les cèl·lules) o lleugera macrocitosi (augment de la mida de les cèl·lules). El recompte eritrocitari és molt baix; el de granulòcits és inferior a 500/mm³ i el de les plaquetes és inferior a 20.000/mm. A més, hi ha una alta concentració de ferro en sang.
En la medul·la òssia hi ha disminució de la cel·lularitat, amb disminució del teixit hematopoètic per teixit gras.